# Scorpiurus vermiculatus
Scorpiurus vermiculatus, vrsta dvosupnice u rodu crvenog mača, porodica mahunarki. Vrsta je raširena na mediteranu Europe i sjeverozapadne Afrike.
Ova vrsta ima simbiozni odnos s određenim bakterijama u tlu koje stvaraju nodule na korijenu i dobavljaju dušik iz atmosfere.